# Lundvargspindel
Lundvargspindel (Pardosa saltans) är en spindelart som beskrevs av Töpfer-Hofmann 2000. Lundvargspindel ingår i släktet Pardosa och familjen vargspindlar. Arten är reproducerande i Sverige. Inga underarter finns listade i Catalogue of Life.